# Kościół Narodzenia Najświętszej Maryi Panny w Kamionnie
Kościół Narodzenia Najświętszej Maryi Panny w Kamionnie – rzymskokatolicki kościół parafialny we wsi Kamionna, w gminie Międzychód, w powiecie międzychodzkim, w województwie wielkopolskim. Mieści się na skraju doliny Kamionki, przy ulicy Kościelnej. Parafia należy do dekanatu międzychodzkiego.

## Architektura i wyposażenie
Kościół został wybudowany w 1499 roku w stylu późnogotyckim. Świątynię ufundował Mikołaj Kamieński z zakonu cystersów w Bledzewie. Ceglany (układ polski) kościół został wzniesiony na planie prostokąta, który obejmuje jedyną nawę, Do nawy przylegają kruchty i niska wieża-dzwonnica. Szczególnie wyróżnia się bogato ornamentowany cegłą, gotycki szczyt od wschodniej strony. Wieżę z XVI-wiecznym dzwonem wieńczy jedyny w Wielkopolsce ceglany hełm gotycki. 
Wnętrze kryje sklepienie gwiaździste wsparte na służkach. Zachowało się liczne wyposażenie z XVIII wieku, w tym rokokowa ambona, antepedium z kurdybanu, obrazy, a także starsze, późnogotyckie stalle z pocz. XVI wieku. Ołtarz główny reprezentuje styl barokowy, a jego centralnym elementem jest obraz Madonny z XVII wieku Ludowa rzeźba Chrystusa Frasobliwego w kruchcie pochodzi z XVI wieku.
Kościół był remontowany w XVII wieku przez Prusińskich herbu Nałęcz i w 1934 roku.